# Nam-myeon, Namhae-gun
Nam-myeon (koreanska: 남면) är en socken i kommunen Namhae-gun i provinsen Södra Gyeongsang i den södra delen av Sydkorea, 320 km söder om huvudstaden Seoul. Den ligger på sydvästra delen av ön Namhaedo.